# Gottfried Blobel
Gottfried Blobel (* 12. Mai 1758 in Behnau bei Sorau, heute zur Gmina Żary; † 12. April 1809 in Königsbrück) war evangelisch-lutherischer Pfarrer in Königsbrück.

## Leben und Werk
Gottfried Blobel wurde als Sohn des Zimmermanns Gottfried Blobel geboren im Vorwerk Behnau, historisch auch als Bennau oder Benau belegt. Seine Mutter starb, als er ein Jahr alt war. Ab 1776 studierte er in Sorau und ab 1781 besuchte er die Universität Leipzig. Dabei unterstützten ihn General von Bredow und der Leipziger Kaufmann Vogel.
1784 unterrichtete Blobel in Sorau die Kinder des Hauptmanns von Mannteufel, des Majors von Barnekow und des Superintendenten Konradi. 1785 arbeitete Gottfried Blobel als Direktor eines Erziehungs-Instituts in Bautzen und zu Beginn des Jahres 1788 für Hauptmann von Muschwitz auf Lohsa. Im Jahr 1786 verfasste Blobel seine Einladungsschrift von der körperlichen Erziehung in Bautzen.
Am 7. September 1788 hielt Gottfried Blobel seine Gastpredigt in Königsbrück und am 2. November 1788 die Probepredigt. Das Examen in Dresden und die Ordination erfolgten darauf am 13. November desselben Jahres. Seine Antrittspredigt als Diakonus in Königsbrück hörte die Gemeinde am 30. November 1788. Im Jahr 1789 wurde er bereits als Oberpfarrer in Königsbrück genannt.
Bewegt von den Folgen eines Stadtbrandes wurde Oberpfarrer Blobel 1792 mit der später (1805) abgedruckten Predigt Zwo für den Bürger und Landmann wichtige Abhandlungen, zum Besten der Abgebrannten zu Königsbrück bekannt.
Die Kriegsgeschehnisse von 1806 veranlassten Pfarrer Blobel zur Kanzelrede Beweis, daß die Meynung, der Krieg sey ein Strafgericht Gottes, für Züchtigung der Menschen gesandt, durchaus mit dem Christenthum streite u.s.w.
Um 1805 ereignete sich im Nachbarort Gräfenhain ein Naturphänomen, welches als Steinregen bezeichnet wurde. Gottfried Blobel versuchte die Beobachtungen für Gemeindemitglieder verständlich zu machen, mit seinen Gedanken über den Steinregen.